# 時光平移

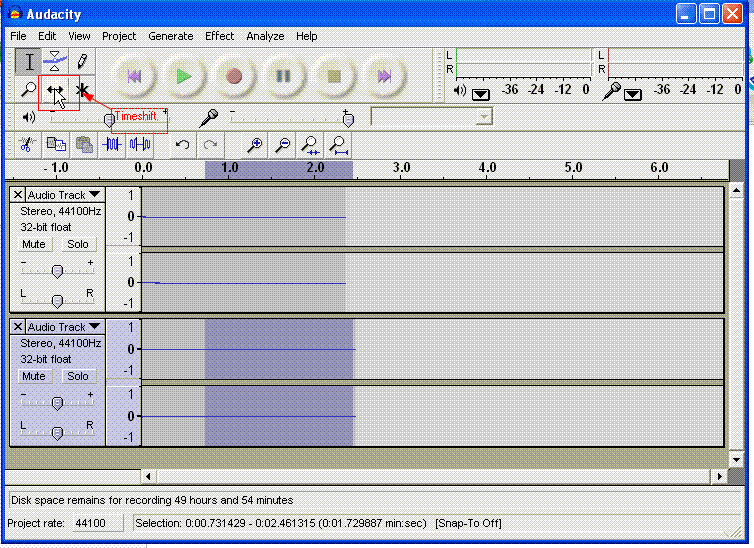
在廣播中，時移是將節目錄製到存儲介質上，以便在直播之後觀看或收聽。 通常，這指的是電視節目，但也可以指通過播客播放的廣播節目。

時光平移是指在錄影節目到媒介中，亦可以收看收聽已錄影的部份的一個技術，這是一種方便使用者的技術。
最近，在香港數碼廣播後，很多數碼廣播解碼器也內置或需升級後可以使用時光平移（time shifting）。電腦上的TV-card或USB接收器也可透過軟件實現該功能。
觀賞節目中途被打斷時，可按下Time-Shifting鍵，電腦會自動繼續錄製節目，回來時再按下播放鍵即可從離開的地方繼續收看，不會錯過任何精彩的畫面。

## 外部連結
- DVRplayground - The play-timeshifting community, where members share knowledge, experience and opinion to help you get more our of your DVR.
- Home Recording Rights Coalition （页面存档备份，存于）
- Museum of Broadcast Communications - Betamax Case
- Recording for the purposes of time-shifting - UK Statutory Instrument 2003 No. 2498 （页面存档备份，存于）